# Otto Abel (Komponist)
Otto Abel (* 24. Oktober 1905 in Berlin; † 21. September 1977 in Tettnang, Baden-Württemberg) war ein deutscher Organist, Kantor, Komponist, Verlagslektor und evangelischer Landeskirchenmusikdirektor.

## Leben
Abel war von 1930 bis 1970 Kantor und Organist an der Immanuelkirche in Berlin-Prenzlauer Berg. Vorgänger in diesem Amt war seit 1903 sein Vater Richard Abel. Otto Abel war ab 1959 auch Landeskirchenmusikdirektor für die Region Ost der Evangelischen Kirche von Berlin-Brandenburg und seit 1956 Kirchenmusiklektor bei der Evangelischen Verlagsanstalt in Berlin (Ost).
Abel komponierte mehrere Kirchenlieder und Werke für die Orgel.
Er starb auf einer Reise in Tettnang.

## Werke (Auswahl)

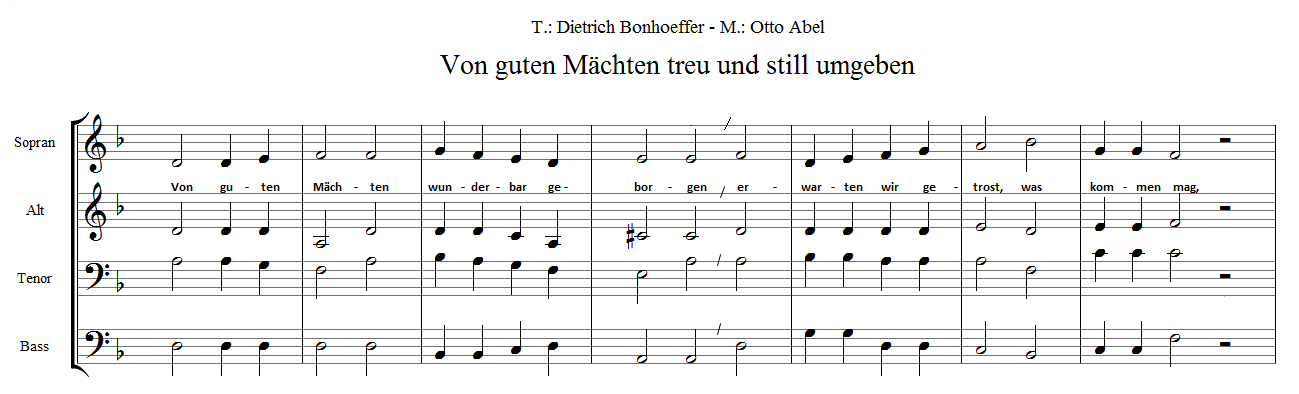
Anfang des Kirchenliedes Von guten Mächten wunderbar geborgen von Dietrich Bonhoeffer und Otto Abel

### Musikalische Werke
- Les Anges dans nos campagnes („Hört der Engel helle Lieder“ 1954, Text/Übertragung aus dem Französischen) (EG 54, Gesangbuch der Evangelisch-reformierten Kirchen der deutschsprachigen Schweiz 418)
- Von guten Mächten treu und still umgeben (Melodie und Satz 1959, Text von Dietrich Bonhoeffer 1944) (EG 65, Gesangbuch der Evangelisch-reformierten Kirchen der deutschsprachigen Schweiz 353, Katholisches Gesangbuch der deutschsprachigen Schweiz 554)
- O Heiland, reiß die Himmel auf; Kleine Adventskantate für Sopran dreistimmigen gemischten Chor mit Flöte, Oboe und Orgel mit Violoncello ad libitum; publiziert bei der Evangelischen Verlagsanstalt in Berlin; 1956[2]
- Sei Lob und Ehr dem höchsten Gut; Kantate für gemischten Chor, Streichquartett und Orgel; publiziert bei der Evangelischen Verlagsanstalt in Berlin; 1957[3]
- Mein Gott, mein Gott, warum hast du mich verlassen?; Motette für dreistimmigen gemischten Chor[4]
- Ich hebe meine Augen auf; Text: Psalm 121, 1–3,8; für vierstimmigen gemischten Chor

### Schriften
- Musik erfülle eure Herzen – Lebenserinnerungen eines Berliner Kantors. Herausgeber Mark Pockrandt. be.bra wissenschaft, Berlin 2020, ISBN 978-3-95410-261-7.